# Hecatera africana
Hecatera africana là một loài bướm đêm trong họ Noctuidae.